# Little by Little
little by little (englisch; „nach und nach“) ist eine zweiköpfige japanische Pop-Band, deren Musikrichtung als J-Pop klassifiziert werden kann. Die seit 2003 aktive Gruppe steht bei Sony Music Entertainment Japan unter Vertrag, besteht aus Sängerin hideco und Komponist tetsuhiko und ist unter anderem für ihre Vorspann- und Abspannlieder der japanischen Animes Naruto, Superior Defender Gundam Force, Yakitate!! Japan und Naruto Shippūden bekannt.

## Geschichte
Nachdem das Duo hideco und tetsuhiko bereits erfolglos versuchten, unter dem Namen Wev Fuß zu fassen, benannte sich die Gruppe um und wählte als neuen Namen den Titel eines Lieds ihrer Lieblingsband Oasis.
little by little veröffentlichte im Dezember 2003 mit dem dritten Vorspannlied zur Serie Naruto eine erste erfolgreiche Maxi-Single mit dem Titel Kanashimi wo yasashisa ni (悲しみをやさしさに), die Platz 4 in den japanischen Single-Charts erreichte und auch später in Deutschland auf dem Sampler Anime Nation No. 4 veröffentlicht werden sollte. Im April 2004 folgte eine zweite Single, Love & Peace, im August desselben Jahres die dritte, Ameagari no kyūna sakamachi (雨上がりの急な坂道), welche als Musikthema im Film Daisuki! Itsutsu ko 6 (大好き！五つ子6) verwendet wurde.
Vor Veröffentlichung des Debütalbums Sweet Noodle Pop im Juli 2005, erschienen zwei weitere Singles: Synchro (シンクロ) im April, das im Film Koi wa go-shichi-go! (恋は五・七・五！) verwendet wurde, sowie Hummingbird (ハミングバード, engl. für Kolibri) im Juni.
Das Debütalbum wurde von der Band selbst und Shinohara Hirohito produziert. Trotz erfolgreicher Vorab-Single-Auskopplungen, wie etwa das bereits erwähnte Vorspannlied zur Anime-Serie Naruto, verkaufte sich das Album relativ schleppend. Es stieg mit Platz 85 in die japanischen Album-Charts ein und verschwand bereits zwei Wochen nach Verkaufsbeginn aus selbigen wieder. Dennoch wurde es seitdem mehr als 500.000 Mal verkauft, womit die Erstpressung ausverkauft ist. Aktuell werden Nachpressungen des Albums noch immer angeboten.
Im Jahr 2007 meldet sich die Gruppe mit der Single Kimi monogatari (キミモノガタリ) zurück, die bereits vor Veröffentlichung Anfang Dezember des Jahres als Abspann zur Serie Naruto Shippūden zu hören ist.

## Diskografie
Alben
- 2005: Sweet Noodle Pop

Singles
- 2003: Kanashimi wo yasashisa ni (悲しみをやさしさに)
- 2004: Ameagari no kyūna sakamachi (雨上がりの急な坂道)
- 2004: Love & Peace
- 2005: Synchro (シンクロ)
- 2005: Hummingbird (ハミングバード)
- 2007: Kimi monogatari (キミモノガタリ)
- 2008: Pray